# This Is My Father
This Is My Father es una película de 1998 dirigida por Paul Quinn.

## Reparto
Reparto principal
- Aidan Quinn como Kieran O'Dea
- James Caan como Kieran Johnson
- Moya Farrelly como Fiona Flynn
- Jacob Tierney como Jack
- Gina Moxley como la viuda Flynn

Reparto secundario
- Colm Meaney como Seamus (propietario de Bed and Breakfast)
- Moira Deady como la Sra. Kearney
- John Cusack como Eddie Sharp (piloto)
- Brendan Gleeson como Garda Jim
- Pat Shortt como Garda Ben
- Maria McDermottroe como la Sra. Maney
- Donal Donnelly como John Maney
- Eamon Morrissey como el padre Mooney
- Stephen Rea como sacerdote misionero
- John Kavanagh como Liam Finneran
- Karen Ardiff como la joven señora Kearney
- Sheila Flitton como la Sra. Madigan
- Pauline Hutton como María
- Fiona Glascott como Nuala

## Estreno
La película fue estrenada en Canadá el 18 de septiembre de 1998, en el Festival Internacional de Cine de Toronto y en Irlanda el 8 de enero de 1999. Se estrenó en los cines de Estados Unidos el 7 de mayo de 1998.

## Recepción
Roger Ebert le dio a la película 3 de 4 estrellas y la comparó con su propia visita a Irlanda en 1967.